# Grignols (Dordogne)
Cet article possède un paronyme, voir Brignoles.
Pour les articles homonymes, voir Grignols.
Grignols [ɡʁiɲɔl] est une commune française située dans le département de la Dordogne, en région Nouvelle-Aquitaine.
De 1790 à 1829, la commune a été chef-lieu du canton de Grignols.

## Géographie

### Généralités
La commune de Grignols est située dans l'ouest du département de la Dordogne, en Périgord central, à proximité du Landais.
Arrosé par le Vern et traversé par la route départementale (RD) 107, le bourg de Grignols se situe, en distances orthodromiques, six kilomètres à l'est de Neuvic, sept kilomètres au sud de Saint-Astier et dix-huit kilomètres au sud-ouest de Périgueux.
Le territoire communal est desservi par la RD 44 qui suit la vallée du Vern et la RD 107, axe nord-sud menant à Villamblard.
Le sentier de grande randonnée GR 361 traverse le territoire communal du nord au sud sur plus de six kilomètres, passant par le bourg et longeant le château de Grignols.

### Communes limitrophes
Grignols est limitrophe de neuf autres communes dont celle de Villamblard au sud sur environ 500 mètres. Au sud-ouest, le territoire de Saint-Séverin-d'Estissac est éloigné d'environ 800 mètres.
| Saint-Léon-sur-l'Isle | Saint-Astier       | Montrem         |
| Neuvic, Vallereuil    | Grignols           | Manzac-sur-Vern |
| Saint-Jean-d'Estissac | Jaure, Villamblard |                 |

### Géologie et relief

#### Géologie
Situé sur la plaque nord du Bassin aquitain et bordé à son extrémité nord-est par une frange du Massif central, le département de la Dordogne présente une grande diversité géologique. Les terrains sont disposés en profondeur en strates régulières, témoins d'une sédimentation sur cette ancienne plate-forme marine. Le département peut ainsi être découpé sur le plan géologique en quatre gradins différenciés selon leur âge géologique. Grignols est située dans le troisième gradin à partir du nord-est, un plateau formé de calcaires hétérogènes du Crétacé.
Les couches affleurantes sur le territoire communal sont constituées de formations superficielles du Quaternaire et de roches sédimentaires datant pour certaines du Cénozoïque, et pour d'autres du Mésozoïque. La formation la plus ancienne, notée c5a(2), date du Campanien 1, des calcaires packstone à wackstone crayo-marneux gris blanchâtres à subalvéolines à silex gris ou noirs. La formation la plus récente, notée CFp, fait partie des formations superficielles de type colluvions indifférenciées de versant, de vallon et plateaux issues d'alluvions, molasses, altérites. Le descriptif de ces couches est détaillé dans  la feuille « no 782 - Mussidan » de la carte géologique au 1/50 000 de la France métropolitaine, et sa notice associée.

Carte géologique de Grignols.

#### Relief et paysages
Le département de la Dordogne se présente comme un vaste plateau incliné du nord-est (491 m, à la forêt de Vieillecour dans le Nontronnais, à Saint-Pierre-de-Frugie) au sud-ouest (2 m à Lamothe-Montravel). L'altitude du territoire communal varie quant à elle entre 68 ou 69 m, à l'extrême ouest, au confluent du Jaures et du Vern, là où ce dernier quitte la commune et sert ensuite de limite entre celles de Neuvic et de Vallereuil, et 207 m en deux endroits : au nord-est, au lieu-dit la Combe, et à l'extrême sud-ouest, près du lieu-dit les Assalets, en limite de Saint-Jean-d'Estissac,
.
Dans le cadre de la Convention européenne du paysage entrée en vigueur en France le 1er juillet 2006, renforcée par la loi du 8 août 2016 pour la reconquête de la biodiversité, de la nature et des paysages, un atlas des paysages de la Dordogne a été élaboré sous maîtrise d’ouvrage de l’État et publié en octobre 2020. Les paysages du département s'organisent en huit unités paysagères et 14 sous-unités. La commune fait partie du Périgord central, un paysage vallonné, aux horizons limités par de nombreux bois, plus ou moins denses, parsemés de prairies et de petits champs.
La superficie cadastrale de la commune publiée par l'Insee, qui sert de référence dans toutes les statistiques, est de 20,41 km2,. La superficie géographique, issue de la BD Topo, composante du Référentiel à grande échelle produit par l'IGN, est quant à elle de 21,07 km2.

### Hydrographie

#### Réseau hydrographique
La commune est située dans le bassin de la Dordogne au sein du Bassin Adour-Garonne. Elle est drainée par le Vern, le Jaurès, le Bernou, le Loumagne, le ruisseau de Pavie et par deux petits cours d'eau, qui constituent un réseau hydrographique de 21 km de longueur totale,.
Le Vern, d'une longueur totale de 40,36 km, prend sa source en limite des communes de Val de Louyre et Caudeau et Veyrines-de-Vergt, et se jette dans l'Isle en rive gauche à Neuvic. Il traverse la commune d'est en ouest sur cinq kilomètres et demi.
Son affluent le Jaures arrose le sud et l'ouest de la commune sur plus de cinq kilomètres, servant presque intégralement de limite territoriale face à Jaure et Vallereuil.
Deux affluents de rive gauche du Jaures baignent le sud-ouest du territoire communal : le Bernou sur plus de deux kilomètres dont un kilomètre et demi en limite de Saint-Jean-d'Estissac et de Jaure en deux tronçons, et le Loumagne qui sert de limite naturelle sur un kilomètre et demi face à Saint-Jean-d'Estissac et Vallereuil.
Dans le nord-est, le ruisseau de Pavie, autre affluent de rive gauche de l'Isle, marque la limite territoriale sur 500 mètres avec Montrem.

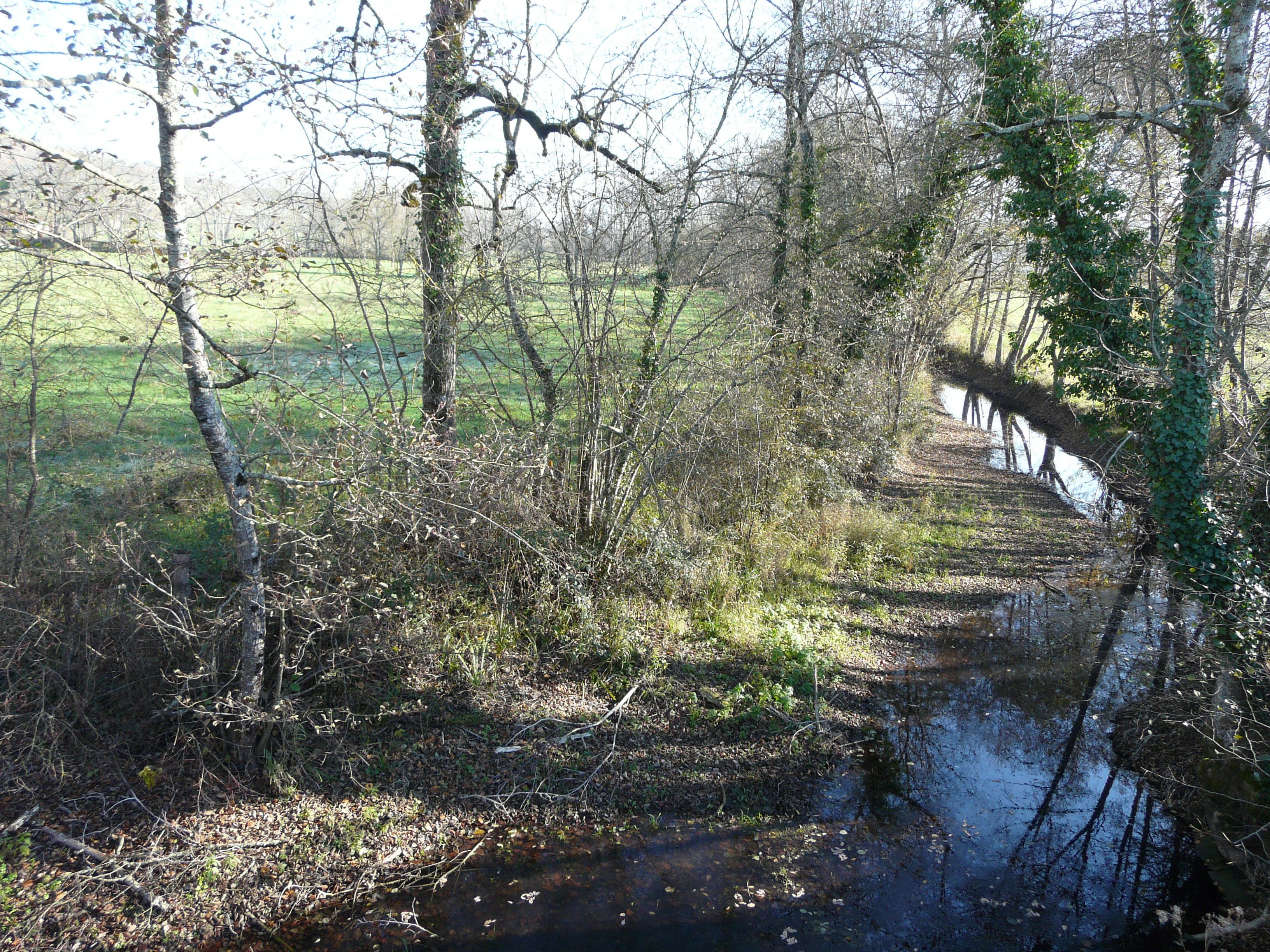
Le Vern au pont de Bruc.
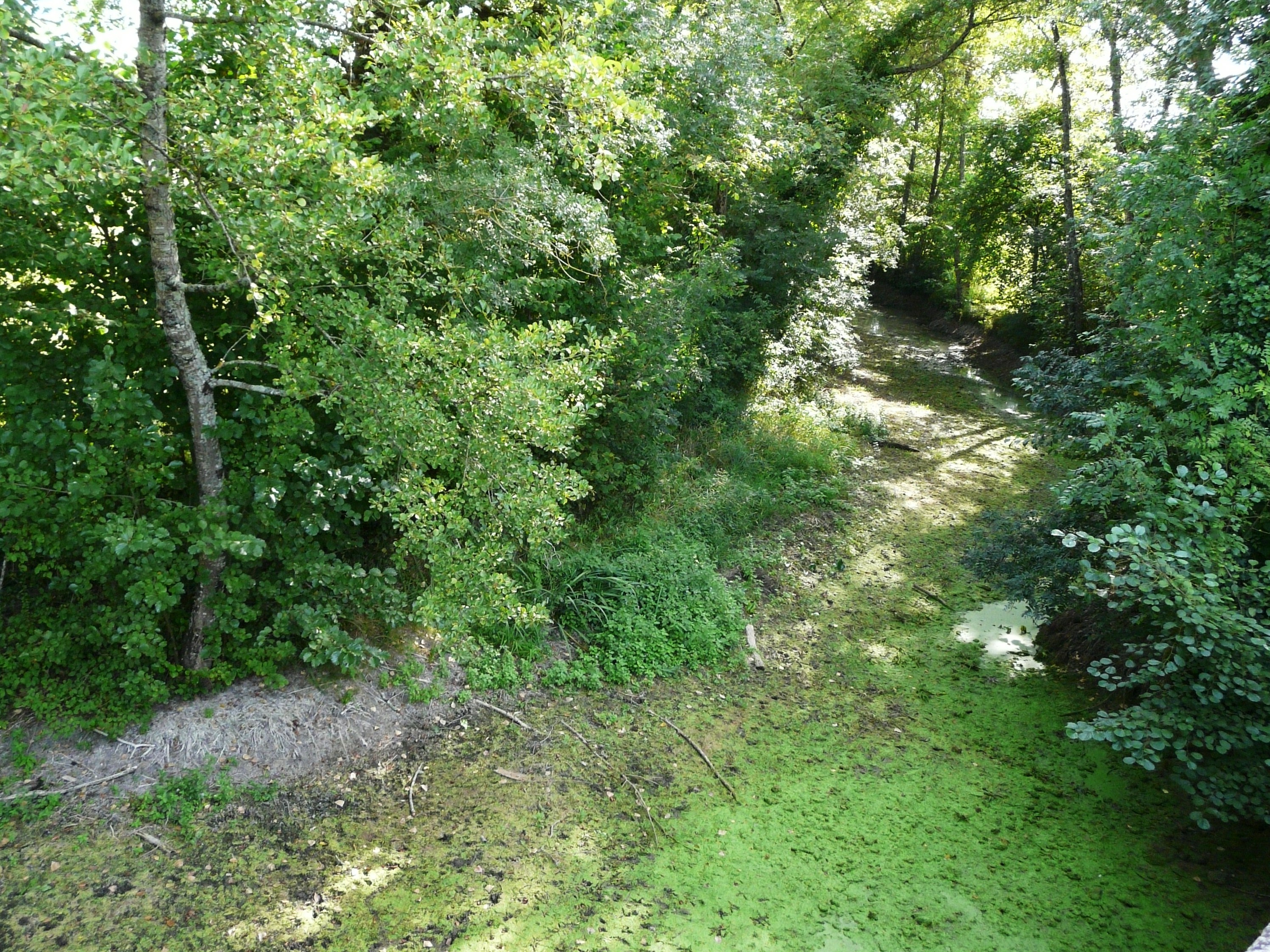
Le même endroit avec le Vern à sec.
Réseaux hydrographique et routier de Grignols.

#### Gestion et qualité des eaux
Le territoire communal est couvert par le schéma d'aménagement et de gestion des eaux (SAGE) « Isle - Dronne ». Ce document de planification, dont le territoire regroupe les bassins versants de l'Isle et de la Dronne, d'une superficie de 7 500 km2, a été approuvé le 2 août 2021. La structure porteuse de l'élaboration et de la mise en œuvre est l'établissement public territorial de bassin de la Dordogne (EPIDOR). Il définit sur son territoire les objectifs généraux d’utilisation, de mise en valeur et de protection quantitative et qualitative des ressources en eau superficielle et souterraine, en respect des objectifs de qualité définis dans le troisième SDAGE  du Bassin Adour-Garonne qui couvre la période 2022-2027, approuvé le 10 mars 2022.
La qualité des eaux de baignade et des cours d’eau peut être consultée sur un site dédié géré par les agences de l’eau et l’Agence française pour la biodiversité.

### Climat
Pour des articles plus généraux, voir Climat de la Nouvelle-Aquitaine et Climat de la Dordogne.
En 2010, le climat de la commune est de type climat océanique altéré, selon une étude s'appuyant sur une série de données couvrant la période 1971-2000. En 2020, Météo-France publie une typologie des climats de la France métropolitaine dans laquelle la commune est toujours exposée à un climat océanique altéré et est dans la région climatique  Aquitaine, Gascogne, caractérisée par une pluviométrie abondante au printemps, modérée en automne, un faible ensoleillement au printemps, un été chaud (19,5 °C), des vents faibles, des brouillards fréquents en automne et en hiver et des orages fréquents en été (15 à 20 jours).
Pour la période 1971-2000, la température annuelle moyenne est de 12,6 °C, avec  une amplitude thermique annuelle de 15,1 °C. Le cumul annuel moyen de précipitations est de 883 mm, avec 12,8 jours de précipitations en janvier et 6,5 jours en juillet. Pour la période 1991-2020, la température moyenne annuelle observée sur la station météorologique la plus proche, située sur la commune de Coulounieix-Chamiers à 17 km à vol d'oiseau, est de 13,1 °C et le cumul annuel moyen de précipitations est de 912,2 mm,. Pour l'avenir, les paramètres climatiques de la commune estimés pour 2050 selon différents scénarios d’émission de gaz à effet de serre sont consultables sur un site dédié publié par Météo-France en novembre 2022.

### Milieux naturels et biodiversité

#### Espaces protégés
La protection réglementaire est le mode d’intervention le plus fort pour préserver des espaces naturels remarquables et leur biodiversité associée,.
La commune fait partie du bassin de la Dordogne, un territoire d'une superficie de 24 000 km2 reconnu réserve de biosphère par l'UNESCO en juillet 2012 et se situe dans sa « zone de transition ».

#### Réseau Natura 2000
Le réseau Natura 2000 est un réseau écologique européen de sites naturels d'intérêt écologique élaboré à partir des directives habitats et oiseaux, constitué de zones spéciales de conservation (ZSC) et de zones de protection spéciale (ZPS).
Aucun site Natura 2000 n'a été défini sur la commune.

#### Zones naturelles d'intérêt écologique, faunistique et floristique

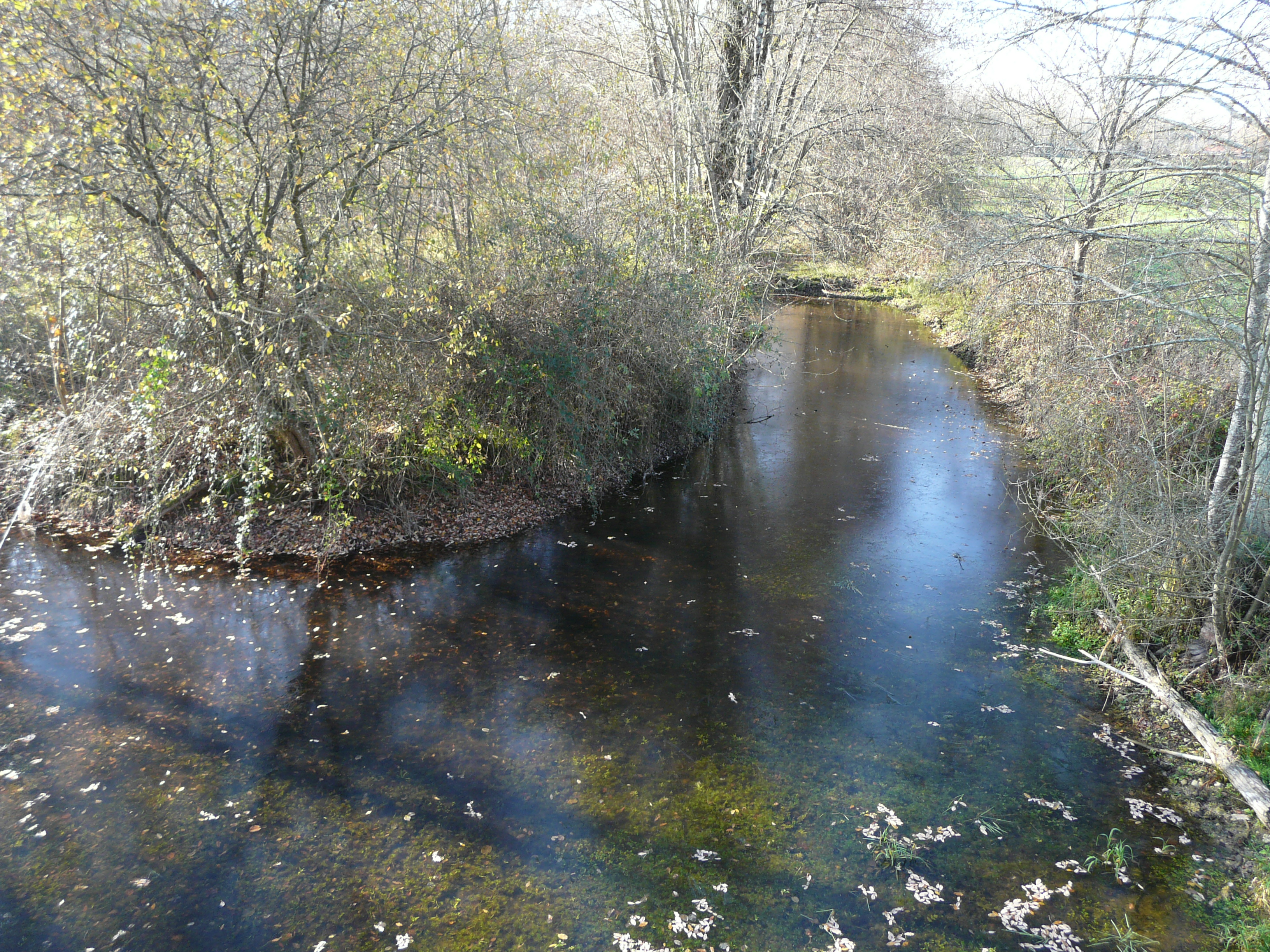
Le Vern au pont de Bruc.

L'inventaire des zones naturelles d'intérêt écologique, faunistique et floristique (ZNIEFF) a pour objectif de réaliser une couverture des zones les plus intéressantes sur le plan écologique, essentiellement dans la perspective d’améliorer la connaissance du patrimoine naturel national et de fournir aux différents décideurs un outil d’aide à la prise en compte de l’environnement dans l’aménagement du territoire.
En 2022, aucune ZNIEFF n'est recensée sur la commune d’après l'INPN.
Cependant, il existe une ZNIEFF de type 1 qui concerne certains coteaux du Vern,, notamment trois petites zones distinctes totalisant près de 80 hectares, au nord de la route départementale 44, près des lieux-dits la Genèbre, les Landes et le Vignaud. Celles-ci représentent environ 16 % de la superficie totale de cette ZNIEFF où une espèce déterminante de plantes et quatre espèces d'oiseaux protégées au titre de la Directive oiseaux de l'Union européenne ont été répertoriées.
Il existe également une ZNIEFF de type 2 « Vallée de l'Isle de Périgueux à Saint-Antoine-sur-l'Isle, le Salembre, le Jouis et le Vern » qui concerne notamment toute la vallée du Vern depuis l'amont de Bordas jusqu'à sa confluence avec l'Isle

## Urbanisme

### Typologie
Au 1er janvier 2024, Grignols est catégorisée commune rurale à habitat dispersé, selon la nouvelle grille communale de densité à 7 niveaux définie par l'Insee en 2022.
Elle est située hors unité urbaine. Par ailleurs la commune fait partie de l'aire d'attraction de Périgueux, dont elle est une commune de la couronne,. Cette aire, qui regroupe 49 communes, est catégorisée dans les aires de 50 000 à moins de 200 000 habitants,.

### Occupation des sols
L'occupation des sols de la commune, telle qu'elle ressort de la base de données européenne d’occupation biophysique des sols Corine Land Cover (CLC), est marquée par l'importance des territoires agricoles (51,7 % en 2018), une proportion sensiblement équivalente à celle de 1990 (51,8 %). La répartition détaillée en 2018 est la suivante : 
forêts (48,3 %), zones agricoles hétérogènes (27,5 %), prairies (20,9 %), terres arables (3,2 %). L'évolution de l’occupation des sols de la commune et de ses infrastructures peut être observée sur les différentes représentations cartographiques du territoire : la carte de Cassini (XVIIIe siècle), la carte d'état-major (1820-1866) et les cartes ou photos aériennes de l'IGN pour la période actuelle (1950 à aujourd'hui).

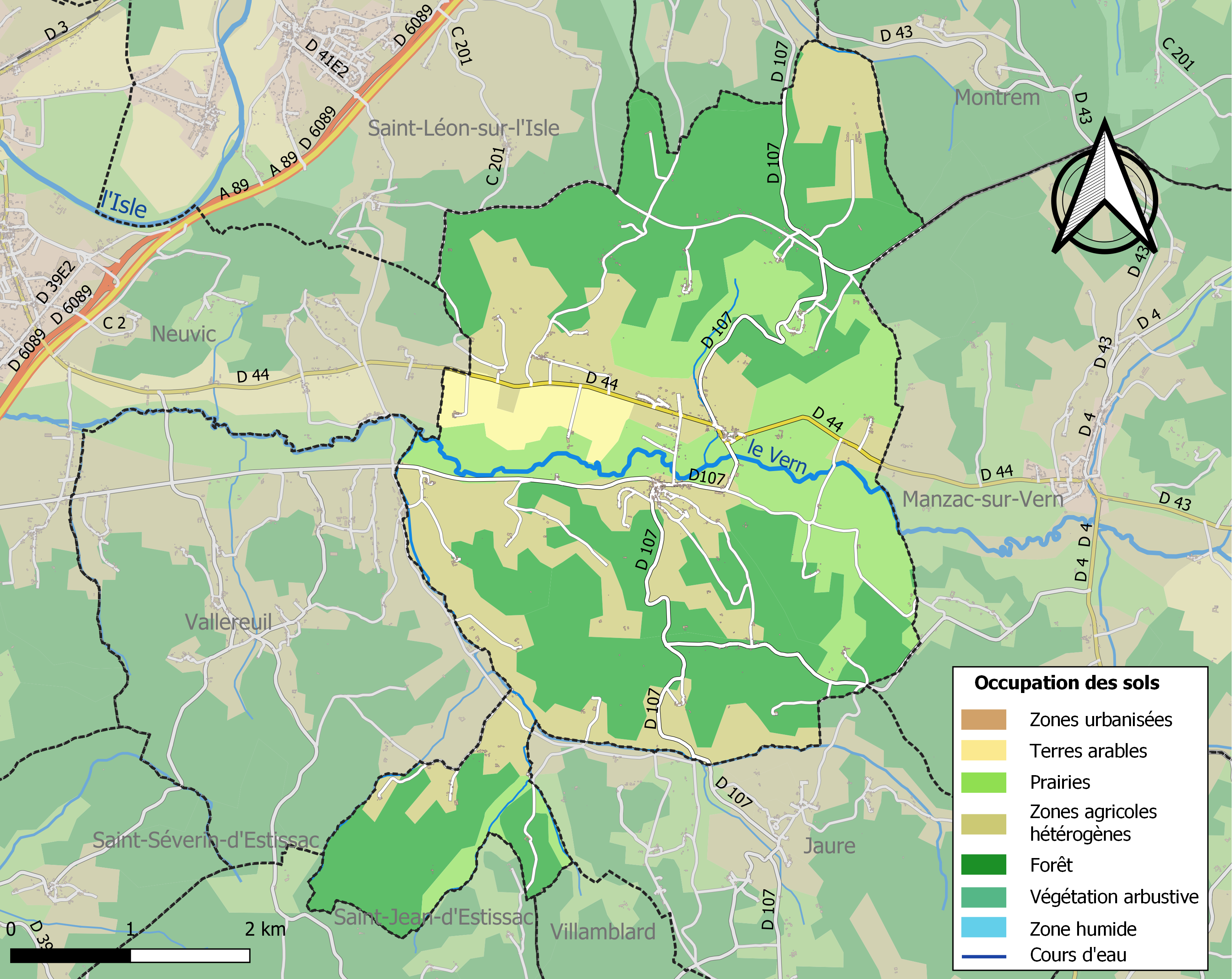
Carte des infrastructures et de l'occupation des sols de la commune en 2018 (CLC).

### Villages, hameaux et lieux-dits
Outre le bourg de Grignols proprement dit, la commune se compose d'autres villages ou hameaux, ainsi que de lieux-dits :
- les Assalets
- Bellet
- Bingue
- la Brousse
- Bruc
- le Buguet
- Burel
- la Chapelle
- le Château de Chaulnes
- Chatenudel
- Chaumont
- la Clotte
- la Combe
- Combens
- Courbebaisse
- les Eyssards
- les Ferrandies
- Fombelisse
- Font de la Lande
- Fourcaud
- les Gateys
- Gaussens
- les Gauteries
- la Genèbre
- la Grange du Bost
- Jaly
- la Jembertie
- la Lande
- les Landes
- Leymarie
- Maison-Neuve
- Martel
- le Mas
- Mayac
- Mondy
- la Mothe
- Moulin d'Acquit
- le Moulin de Burel
- le Moulin Marty
- le Moulin de la Mothe
- les Paqueries
- le Perrier
- la Petite Jembertie
- Peyretou
- Peyrignolle
- Polignac
- le Pont de Bruc
- Pontout
- les Ponts Rouges
- les Poulichoux
- le Puy de Lagarde
- Puychérifels
- Puyloupat
- le Rapt
- la Rebière
- Reillac-Bas
- Reillac-Haut
- le Reyne
- le Seyrat
- le Soutenac
- Toupy
- Varenas
- le Vignaud.

### Prévention des risques

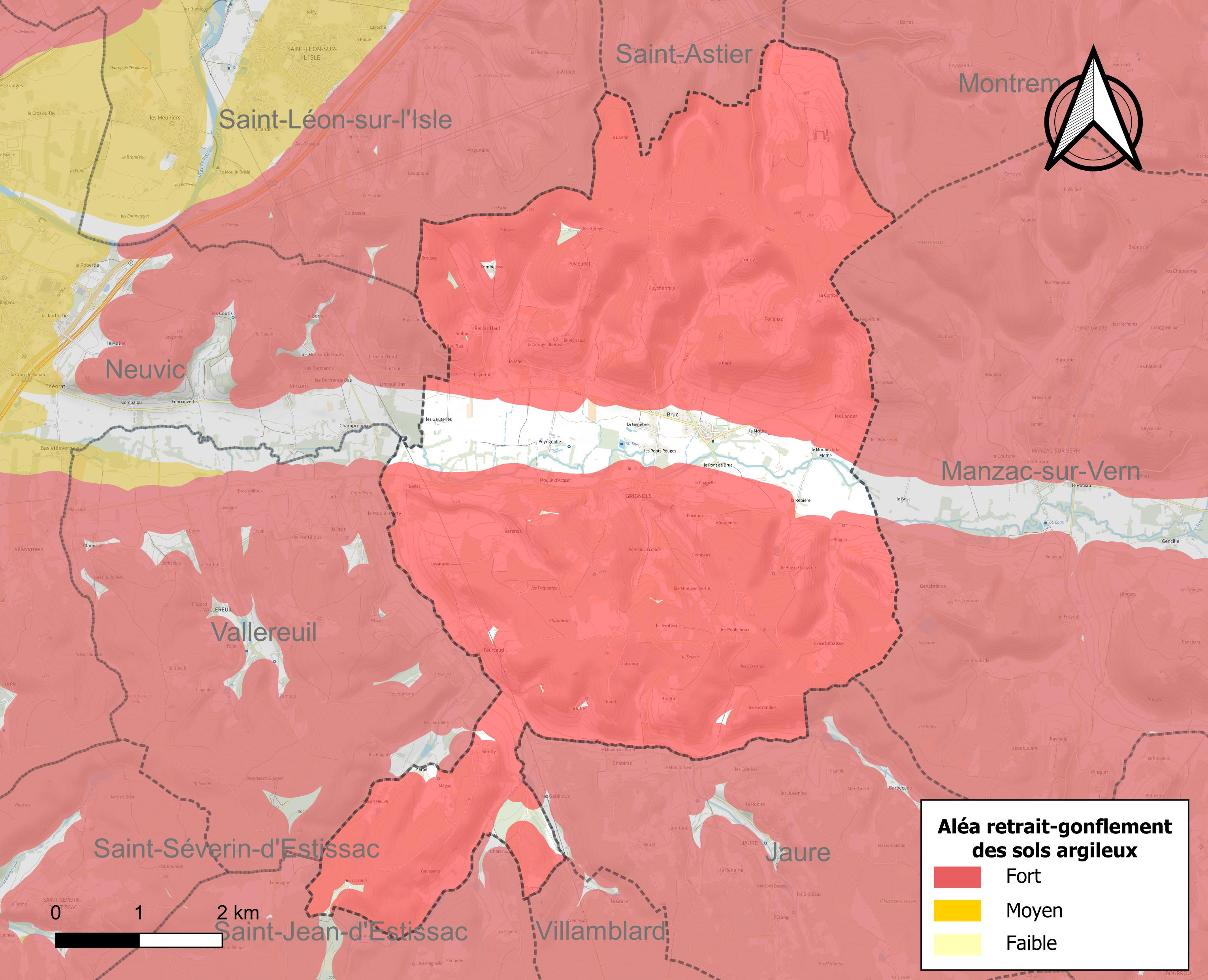
Carte des zones d'aléa retrait-gonflement des sols argileux de Grignols.

Le territoire de la commune de Grignols est vulnérable à différents aléas naturels : météorologiques (tempête, orage, neige, grand froid, canicule ou sécheresse), feux de forêts, mouvements de terrains et séisme (sismicité très faible). Un site publié par le BRGM permet d'évaluer simplement et rapidement les risques d'un bien localisé soit par son adresse soit par le numéro de sa parcelle.
Grignols est exposée au risque de feu de forêt. L’arrêté préfectoral du 14 mars 2013 fixe les conditions de pratique des incinérations et de brûlage dans un objectif de réduire le risque de départs d’incendie. À ce titre, des périodes sont déterminées : interdiction totale du 15 février au 15 mai et du 15 juin au 15 octobre, utilisation réglementée du 16 mai au 14 juin et du 16 octobre au 14 février. En septembre 2020, un plan inter-départemental de protection des forêts contre les incendies (PidPFCI) a été adopté pour la période 2019-2029,.
Les mouvements de terrains susceptibles de se produire sur la commune sont des tassements différentiels. Le retrait-gonflement des sols argileux est susceptible d'engendrer des dommages importants aux bâtiments en cas d’alternance de périodes de sécheresse et de pluie. 89,6 % de la superficie communale est en aléa moyen ou fort (58,6 % au niveau départemental et 48,5 % au niveau national métropolitain). Depuis le 1er octobre 2020, en application de la loi ÉLAN, différentes contraintes s'imposent aux vendeurs, maîtres d'ouvrages ou constructeurs de biens situés dans une zone classée en aléa moyen ou fort,.
La commune a été reconnue en état de catastrophe naturelle au titre des dommages causés par les inondations et coulées de boue survenues en 1982, 1986, 1999 et 2018, par la sécheresse en 1989, 1992, 1995 et 2011 et par des mouvements de terrain en 1999.

## Toponymie

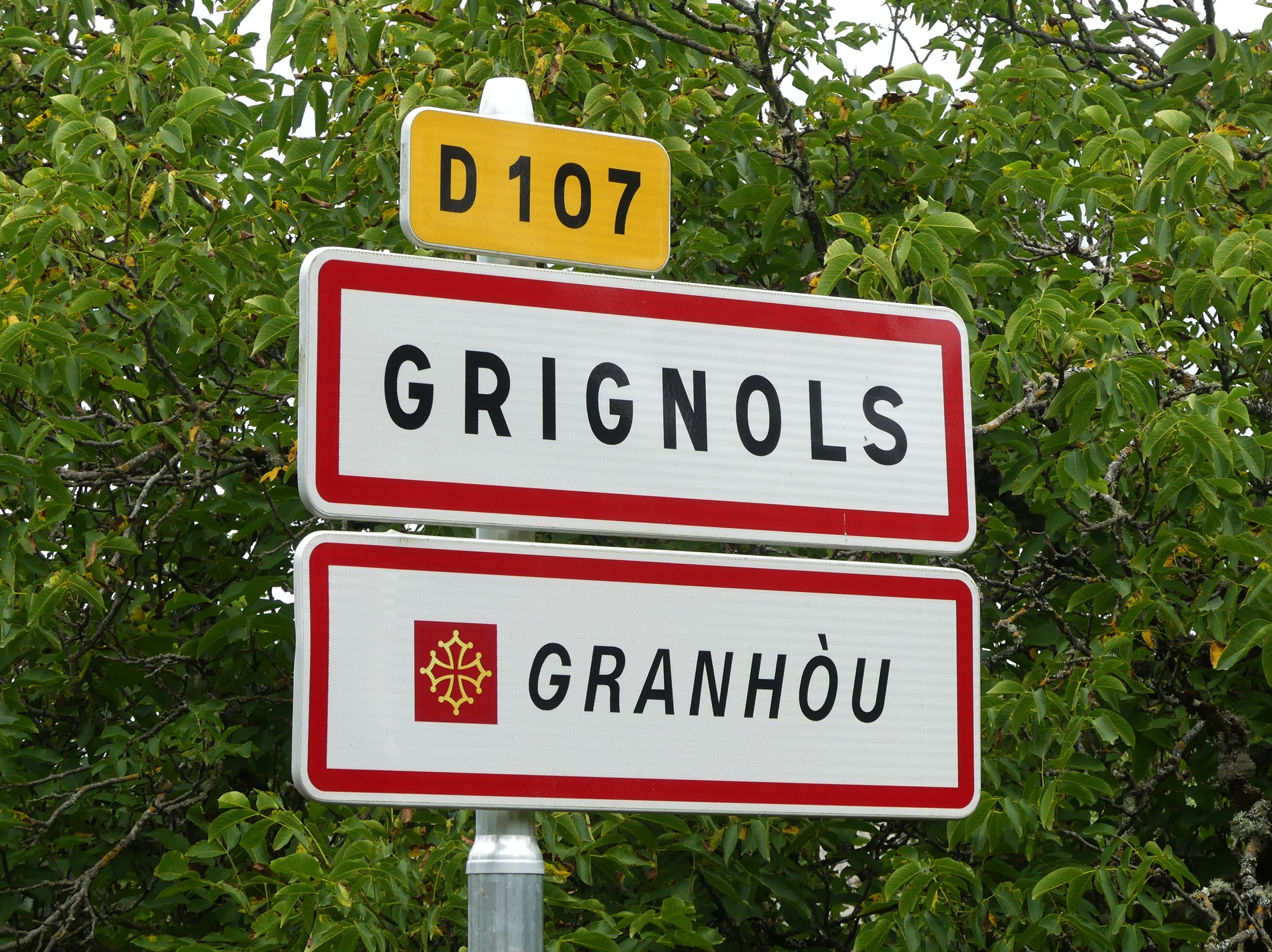
Panneau d'entrée au bourg en français et occitan.

Les premières mentions écrites connues du lieu datent du XIe siècle sous les formes Granol en 1072 puis Grainol en 1099. Du XIIe au XVIIe siècle, de nombreuses variantes se succèdent : Granolium (1135) et Granolhium (1245) en latin, Granolh (fin du XIIe siècle), Greniols (1310), Grignaux (1450), Grouignoulx (1503), Grignoulx (1675). Sur la carte de Cassini représentant la France entre 1756 et 1789, le village est identifié sous le nom de Grignol. La graphie actuelle, Grignols, ne date que du XIXe siècle. À cette époque, le vicomte Alexis de Gourgues propose une étymologie basée sur « Gri-Neuf », qui signifierait Château-Neuf,, mais dénuée de réalité historique. Deux autres hypothèses paraissent plus plausibles : soit à partir d'un nom de personnage gaulois, Grannus, avec suffixe °-ialo (signifiant alors « champ (ou clairière) de Grannus »), soit un dérivé du latin granum (grain), en rapport avec un bâtiment agricole.
En occitan, la commune porte le nom de Granhòu,.

## Histoire

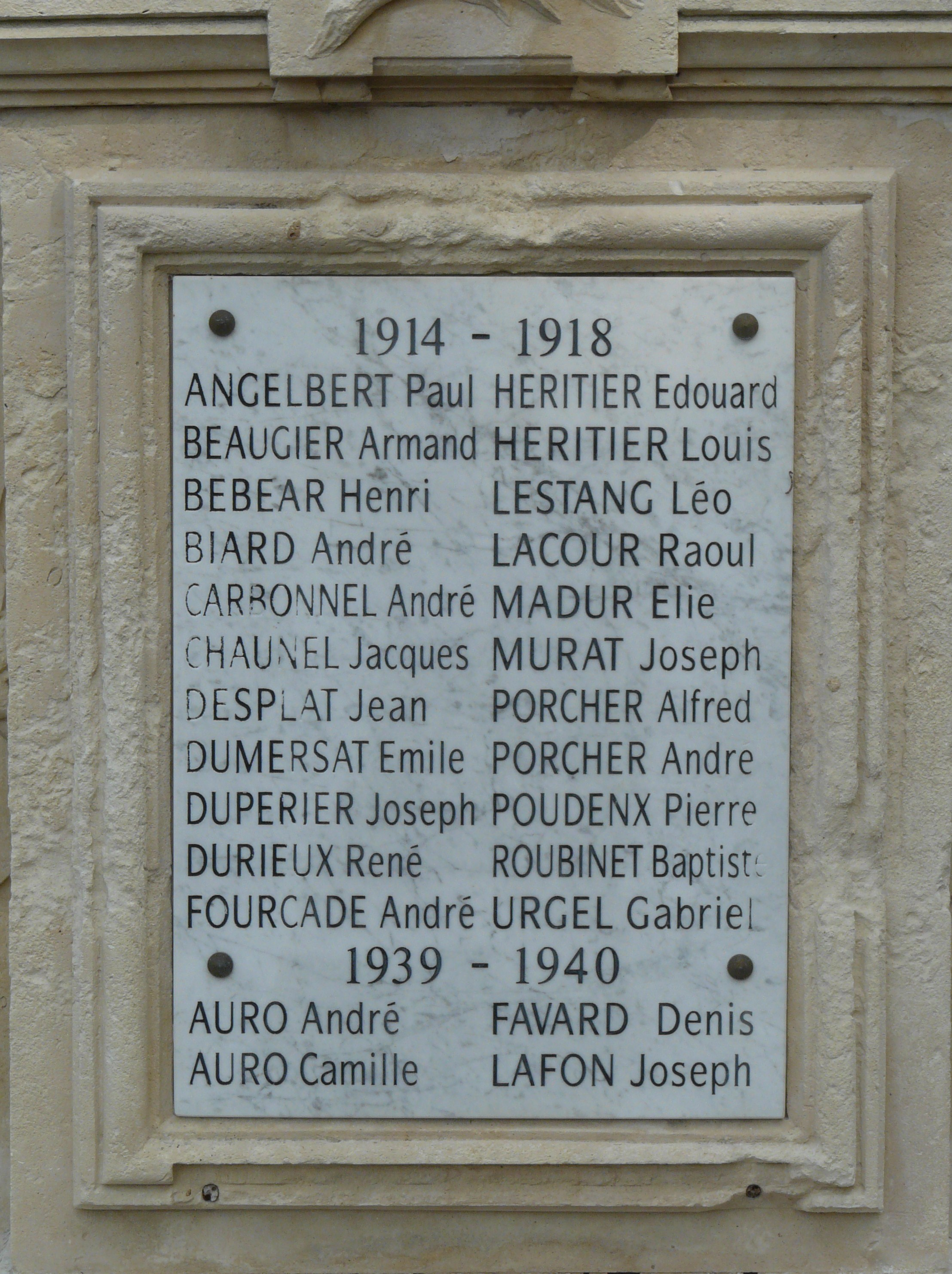
Plaque du monument aux morts de Grignols.

Le territoire communal a connu une occupation humaine au Néolithique puis à l'époque gallo-romaine (trois restes de villas découverts à Pérignol, à la Rebière et face au bourg, en rive droite du Vern).
Un premier château en bois, le Château-Vieux (Chastel Vieilh attesté en 1258), est implanté au Ve ou VIe siècle à l'emplacement où subsistent trois mottes castrales et les vestiges d'une tour du Xe siècle), entre le Soutenac et le Puy de Lagarde.
À la suite des invasions normandes, un nouveau château est bâti (Castrum novum de Granolhio, cité en 1278), à partir du XIIe siècle, à proximité de la route Bordeaux-Périgueux qu'il pouvait surveiller.
La seigneurie de Grignols est acquise par les comtes de Périgord, par le mariage vers 1060 d'Aldebert II de Périgord avec Asceline de Salignac de Grignols, fille de Boson de Grignols (seigneur de Grignols et de Neuvic).[réf. nécessaire]. Au XIIIe siècle, Archambaud II, comte de Périgord, fait don de la seigneurie à « Boson de Grignols, également dit Boson Talleyrand ». C'est cette famille de Talleyrand qui conservera alors le titre de seigneur, puis comte, de Grignols jusqu'à la fin du XIXe siècle.
Au XIVe siècle, Grignols est le siège d'une châtellenie composée de dix paroisses : Bourrou, Bruc, Grun, Jaure, Manzac, Neuvic, Saint-Léon, Saint Paul de Serre, Vallereuil et Villamblard. Sous tutelle anglaise en 1303, le château est assiégé pendant la guerre de Cent Ans, et pris par le maréchal Louis de Sancerre en 1376. Il fait encore l'objet d'un siège en 1594, lors de la jacquerie des croquants. En 1613, la seigneurie de Grignols est érigée en comté. En 1652, durant la Fronde, les éléments défensifs du château sont démolis par les troupes du Grand Condé.
Jadis existaient dans le bourg même l'église Sainte-Foy (Ecclesia Sanctae Fidis), mentionnée en 1381 et la chapelle Notre-Dame-de-la-Croix (Capella Beatae.Mariae de Granhiolo), dont il ne reste rien de nos jours[réf. nécessaire]. Aux XVIIe et XVIIIe siècles, la paroisse de Bruc de Grignol(s) (Bruc, siège de la paroisse, à quelques centaines de mètres du bourg de Grignols) dépend encore de la châtellenie de Grignols.
Dans les premières années de la Révolution française, la commune de Bruc de Grignol(s) prend le nom de Grignol(s).

### Liste des seigneurs puis comtes de Grignols
- 1225-v.1238 Hélie Ier de Talleyrand (+v.1238), fils cadet du comte Hélie V de Périgord ;
- 1238-v.1255 Boson Ier de Talleyrand (+v.1255), son fils ;
- v.1255-1328 Hélie II de Talleyrand (+1328), son fils ;
- 1328-v.1341 Raymond de Talleyrand (+v.1341), son fils ;
- v.1341-ap.1375 Boson II de Talleyrand (+ap.1375), son fils ;
- ap.1375-ap.1401 Hélie III de Talleyrand (+ap.1401), son fils ;
- ap.1401-1452 François Ier de Talleyrand (+1452), son fils ;
- 1452-v.1468 Charles Ier de Talleyrand (+v.1468), son fils ;
- v.1468-1474 Pierre de Talleyrand (+1474), son fils ;
- 1474-1535 Jean Ier de Talleyrand (+1535), son frère ;
- 1535-1556 François II de Talleyrand (+1556), son fils ;
- 1556-ap.1574 Julien de Talleyrand (+ap.1574), son fils ;
- 1564-1618 Daniel Ier de Talleyrand (+1618), 1er comte de Grignols, 1er marquis d'Excideuil, son fils ;
- 1618-1636 Charles II de Talleyrand (v.1596-1644), 2e comte de Grignols, son fils ;
- 1636-1663 André de Talleyrand (1620-1663), 3e comte de Grignols, son frère ;
- 1663-1736 Adrien de Talleyrand (1649-1736), 4e comte de Grignols, son fils ;
- 1736-1737 Gabriel Ier de Talleyrand (1676-1737), 5e comte de Grignols, son fils ;
- 1737-1745 Daniel II de Talleyrand (1706-1745), 6e comte de Grignols, son fils ;
- 1745-1795 Gabriel II de Talleyrand-Périgord (1726-1795), 7e comte de Grignols, comte de Périgord en 1768, son fils ;
- 1795-1829 Hélie-Charles Ier de Talleyrand-Périgord (1754-1829), 8e comte de Grignols, 1er duc de Périgord en 1816, son fils ;
- 1829-1879 Hélie-Charles II de Talleyrand-Périgord (1788-1879), 9e comte de Grignols, 2e duc de Périgord, son fils ;
- 1879-1883 Hélie-Roger de Talleyrand-Périgord (1809-1883), 10e comte de Grignols, 3e et dernier duc de Périgord, son fils ;

## Politique et administration

### Rattachements administratifs et électoraux
Dès 1790, la commune de Grignols est le chef-lieu du canton de Grignols qui dépend du district de Périgueux jusqu'en 1795, date de suppression des districts. En 1801, le canton est rattaché à l'arrondissement de Périgueux. Il change de nom et devient le canton de Saint-Astier en 1829, à la suite du transfert du chef-lieu de Grignols vers Saint-Astier, dont la population lors du recensement précédent de 1821 était près du double de celle de Grignols.
Lors de l'importante réforme de 2014 définie par le décret du 21 février 2014 et supprimant la moitié des cantons du département, la commune reste attachée au même canton.

### Intercommunalité
Fin 2002, Grignols intègre dès sa création la communauté de communes Astérienne Isle et Vern. Celle-ci disparaît le 31 décembre 2013, remplacée au 1er janvier 2014 par une nouvelle intercommunalité élargie, la communauté de communes Isle Vern Salembre en Périgord.

### Administration municipale
La population de la commune étant comprise entre 500 et 1 499 habitants au recensement de 2017, quinze conseillers municipaux ont été élus en 2020,.

### Liste des maires

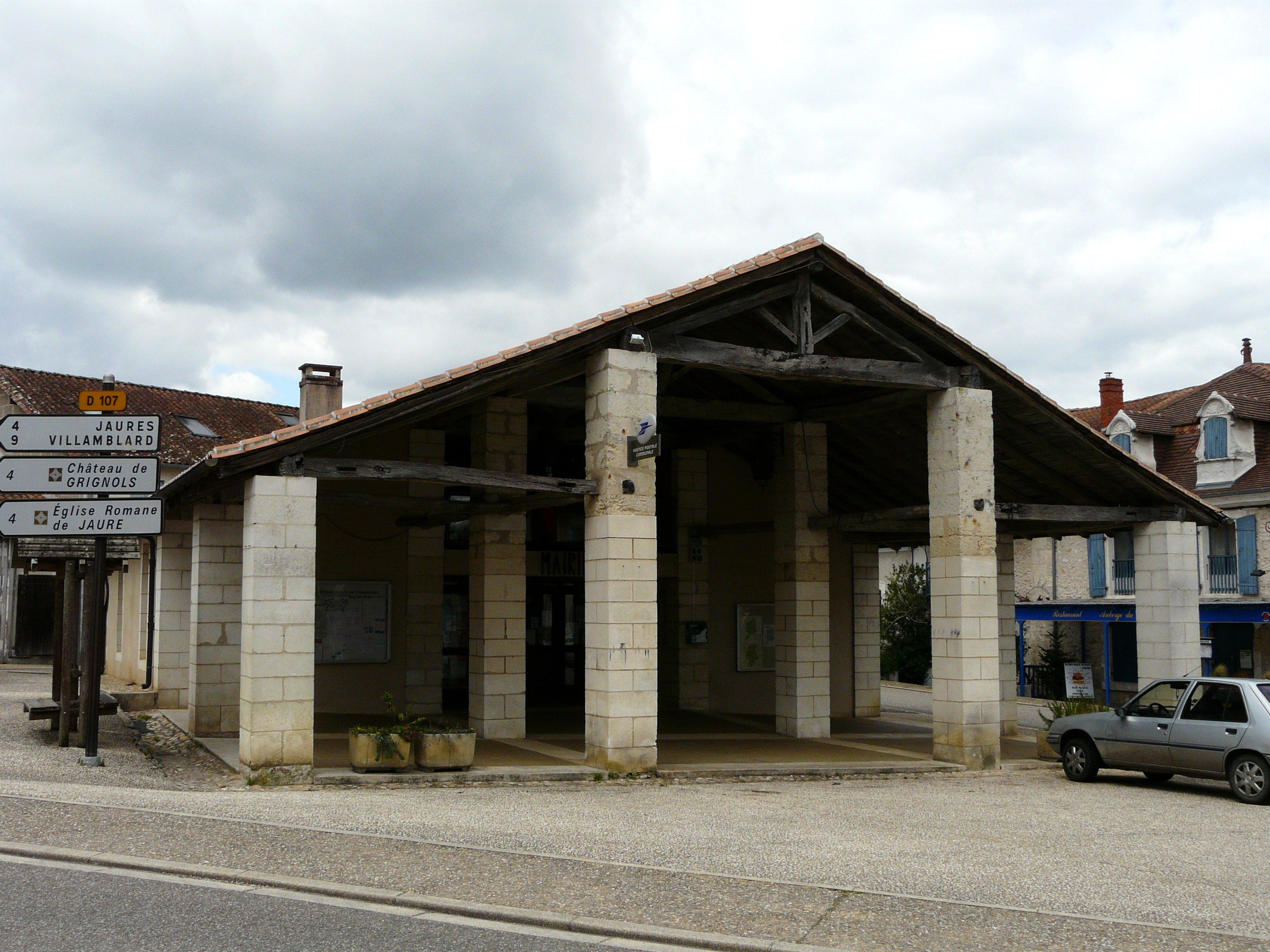
La mairie.

| Période                                  | Période           | Identité                                 | Étiquette | Qualité              |
| ---------------------------------------- | ----------------- | ---------------------------------------- | --------- | -------------------- |
| Les données manquantes sont à compléter. |                   |                                          |           |                      |
| 1er messidor an II                       | 21 brumaire an IV | Lavergne                                 |           |                      |
| an VIII                                  |                   | Courtois Desgranges                      |           |                      |
| 10 floréal an XI                         |                   | Antoine Desvignes Lajambertie            |           |                      |
| 1814                                     |                   | Pierre Lespinasse                        |           |                      |
| 1815                                     |                   | Georges de la Bastide                    |           |                      |
|                                          |                   | Pierre Cherifel                          |           |                      |
|                                          | 1826              | Georges de la Bastide                    |           |                      |
|                                          |                   | Urgel Lavergne                           |           |                      |
| octobre 1830                             | 1837              | Pierre Lespinasse                        |           |                      |
| 1837                                     | 1840              | Féréol Delesme                           |           |                      |
| novembre 1840                            | décembre 1856     | Barthelemy (Louis) Lespinasse (Dubarail) |           |                      |
| février 1857                             | août 1860         | Pierre Guichard                          |           |                      |
| août 1860                                | 1863              | Léonard Barrière                         |           |                      |
| 1863                                     | mai 1866          | Lavergne                                 |           |                      |
| mai 1866                                 | 1868 ou 1869      | Paul Émile Bosredon                      |           | Notaire              |
| janvier 1869                             | 1874              | Georges Labat                            |           | Notaire              |
| juillet 1874                             | 1876              | Pierre Gauchou                           |           |                      |
| octobre 1876                             | mai 1884          | Georges Labat                            |           | Notaire              |
| mai 1884                                 | mai 1888          | François Eyssalet                        |           |                      |
| mai 1888                                 | janvier 1898      | Jean Urgel                               |           |                      |
| janvier 1898                             | août 1901         | Eugène Bisson                            |           | Officier en retraite |
| septembre 1901                           | 1904              | Ludovic Léger                            |           |                      |
| mai 1904                                 | 1906              | Paul Faure                               | POF       |                      |
| novembre 1906                            | mai 1925          | Eugène Lagorce                           |           |                      |
| mai 1925                                 | mars 1965         | Charles Mirabel                          | SFIO      |                      |
| mars 1965                                | juin 1995         | Camille Guy Mirabel                      | PS        | Boulanger            |
| juin 1995                                | mars 2008         | Gérard Ribaud                            |           |                      |
| mars 2008                                | mars 2014         | Jean-Jacques Murat                       | PS        | Retraité de la SNCF  |
| mars 2014 (réélu en mai 2020)            | En cours          | Patrick Gueysset                         | DVG       | Agent Enedis         |

## Équipements et services publics

### Enseignement
En 2016, la commune de Grignols est organisée en regroupement pédagogique intercommunal (RPI) avec les communes de Jaure et Manzac-sur-Vern au niveau des classes de primaire.
Jaure n'a plus d'école ; Grignols s'occupe de la grande section de maternelle, du cours préparatoire et du cours élémentaire (CE1 et CE2) ;  Manzac-sur-Vern accueille les enfants en petite et moyenne sections et en cours moyen (CM1 et CM2).

### Justice
Dans le domaine judiciaire, Grignols relève : 
- du tribunal judiciaire, du tribunal pour enfants, du conseil de prud'hommes et du tribunal de commerce de Périgueux ;
- du pôle Nationalité du tribunal judiciaire de Périgueux (compétent uniquement dans le domaine de la nationalité) ;
- de la cour d'appel, du tribunal administratif et de la  cour administrative d'appel de Bordeaux.

## Population et société

### Démographie
Les habitants de Grignols se nomment les Grignolais.
L'évolution du nombre d'habitants est connue à travers les recensements de la population effectués dans la commune depuis 1793. Pour les communes de moins de 10 000 habitants, une enquête de recensement portant sur toute la population est réalisée tous les cinq ans, les populations de référence des années intermédiaires étant quant à elles estimées par interpolation ou extrapolation. Pour la commune, le premier recensement exhaustif entrant dans le cadre du nouveau dispositif a été réalisé en 2005.

En 2022, la commune comptait 668 habitants, en évolution de +1,37 % par rapport à 2016 (Dordogne : +0,37 %, France hors Mayotte : +2,11 %).
| 1793  | 1800  | 1806  | 1821  | 1831  | 1836  | 1841  | 1846  | 1851  |
| ----- | ----- | ----- | ----- | ----- | ----- | ----- | ----- | ----- |
| 1 135 | 1 014 | 1 023 | 1 312 | 1 015 | 1 252 | 1 213 | 1 263 | 1 200 |

| 1856  | 1861  | 1866  | 1872  | 1876  | 1881 | 1886 | 1891 | 1896 |
| ----- | ----- | ----- | ----- | ----- | ---- | ---- | ---- | ---- |
| 1 274 | 1 177 | 1 150 | 1 080 | 1 078 | 977  | 966  | 907  | 914  |

| 1901 | 1906 | 1911 | 1921 | 1926 | 1931 | 1936 | 1946 | 1954 |
| ---- | ---- | ---- | ---- | ---- | ---- | ---- | ---- | ---- |
| 820  | 808  | 741  | 662  | 655  | 657  | 636  | 590  | 569  |

| 1962 | 1968 | 1975 | 1982 | 1990 | 1999 | 2005 | 2006 | 2010 |
| ---- | ---- | ---- | ---- | ---- | ---- | ---- | ---- | ---- |
| 484  | 485  | 487  | 456  | 526  | 543  | 633  | 642  | 584  |

| 2015 | 2020 | 2022 | - | - | - | - | - | - |
| ---- | ---- | ---- | - | - | - | - | - | - |
| 648  | 669  | 668  | - | - | - | - | - | - |

## Économie

### Emploi
En 2015, parmi la population communale comprise entre 15 et 64 ans, les actifs représentent 309 personnes, soit 47,7 % de la population municipale. Le nombre de chômeurs (51) a très fortement augmenté par rapport à 2010 (20) et le taux de chômage de cette population active s'établit à 16,5 %.

### Établissements
Au 31 décembre 2015, la commune compte quarante-sept établissements, dont dix-neuf au niveau des commerces, transports ou services, neuf dans l'agriculture, la sylviculture ou la pêche, huit dans la construction, sept dans l'industrie, et quatre relatifs au secteur administratif, à l'enseignement, à la santé ou à l'action sociale.

## Culture locale et patrimoine

### Lieux et monuments
- Le château de Grignols, édifié à partir du XIIe siècle[56], dont les vestiges sont inscrits au titre des monuments historiques en 1928[76]. Il fut le berceau et la demeure de la Maison de Talleyrand-Périgord du XIIIe au XVe siècle et resta leur propriété jusqu’en 1883.
- Le château de Chaulnes (ou chartreuse des Chaulnes), du début du XVIIIe siècle, fut la propriété de Paul Faure[77].
- L'église Saint-Front de Bruc[78], du XVe siècle, de style gothique, est inscrite au titre des monuments historiques en 1948[79]. Ses clés de voûte sont sculptées[56].
- Chartreuse de la Mothe[80] et son pigeonnier du XVIIe siècle[56].
- Trois mottes féodales de Château-Vieux, avec vestiges d'une tour du Xe siècle[56],[81].

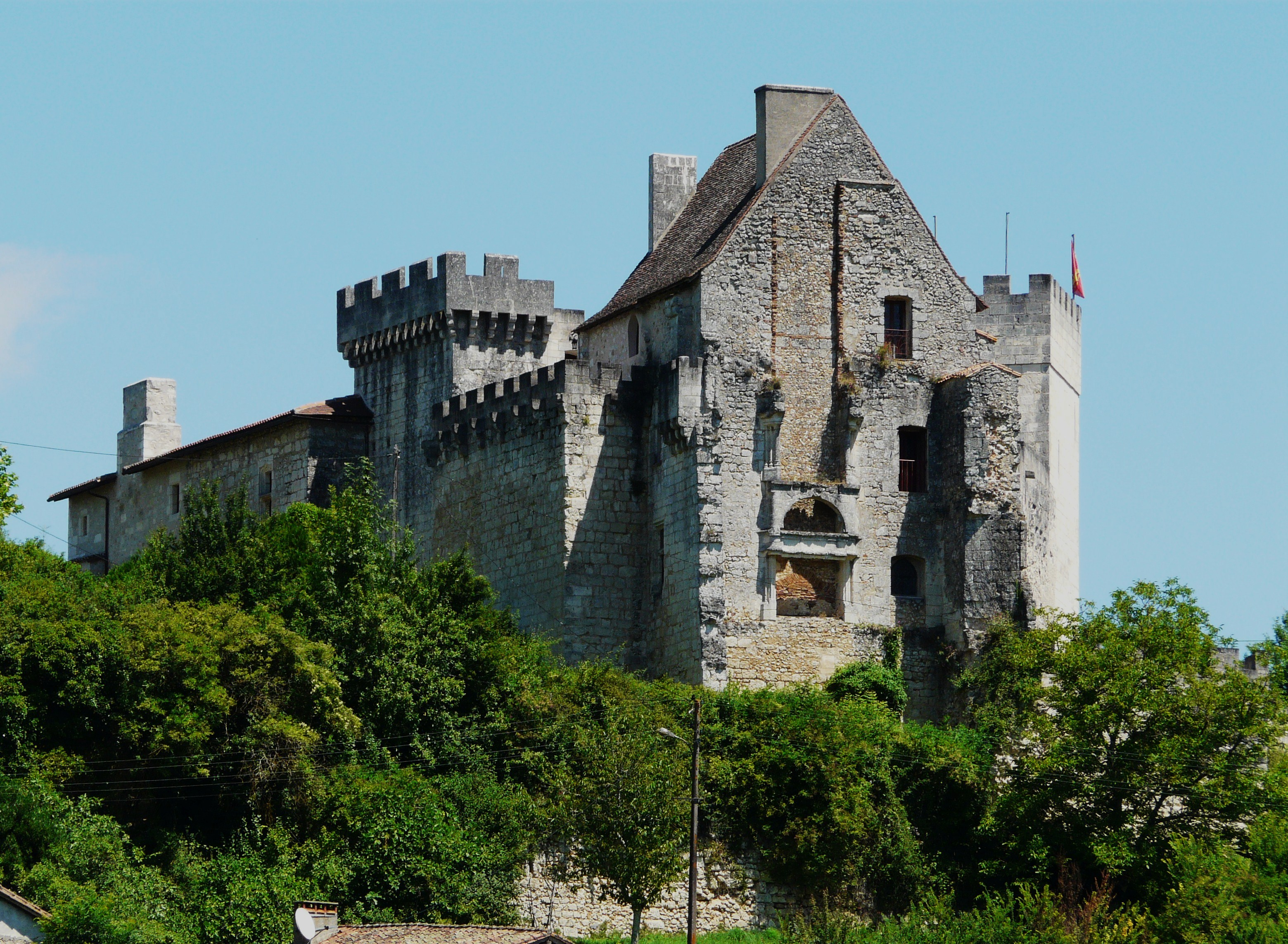
Le château de Grignols.
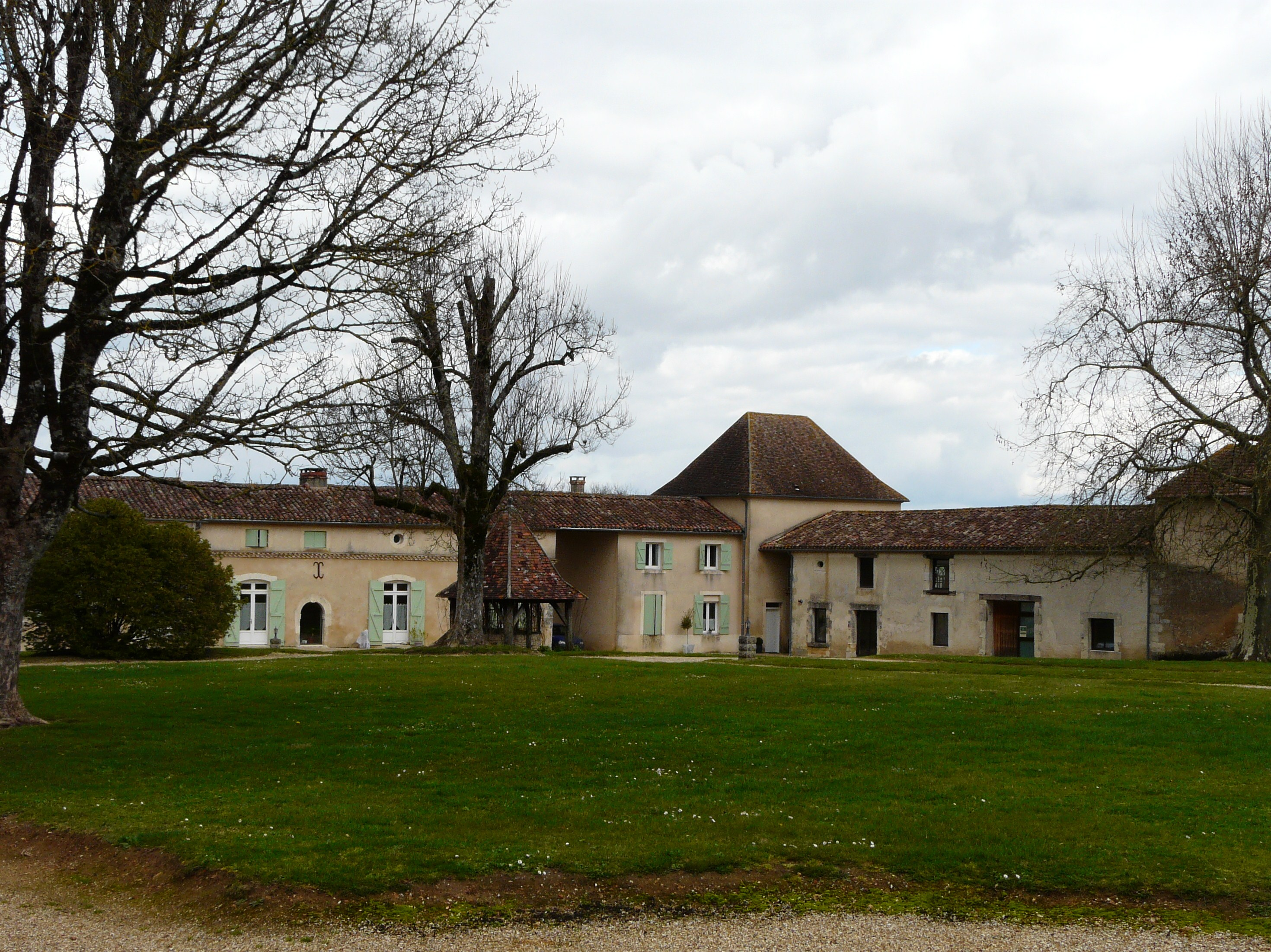
Le domaine des Chaulnes.
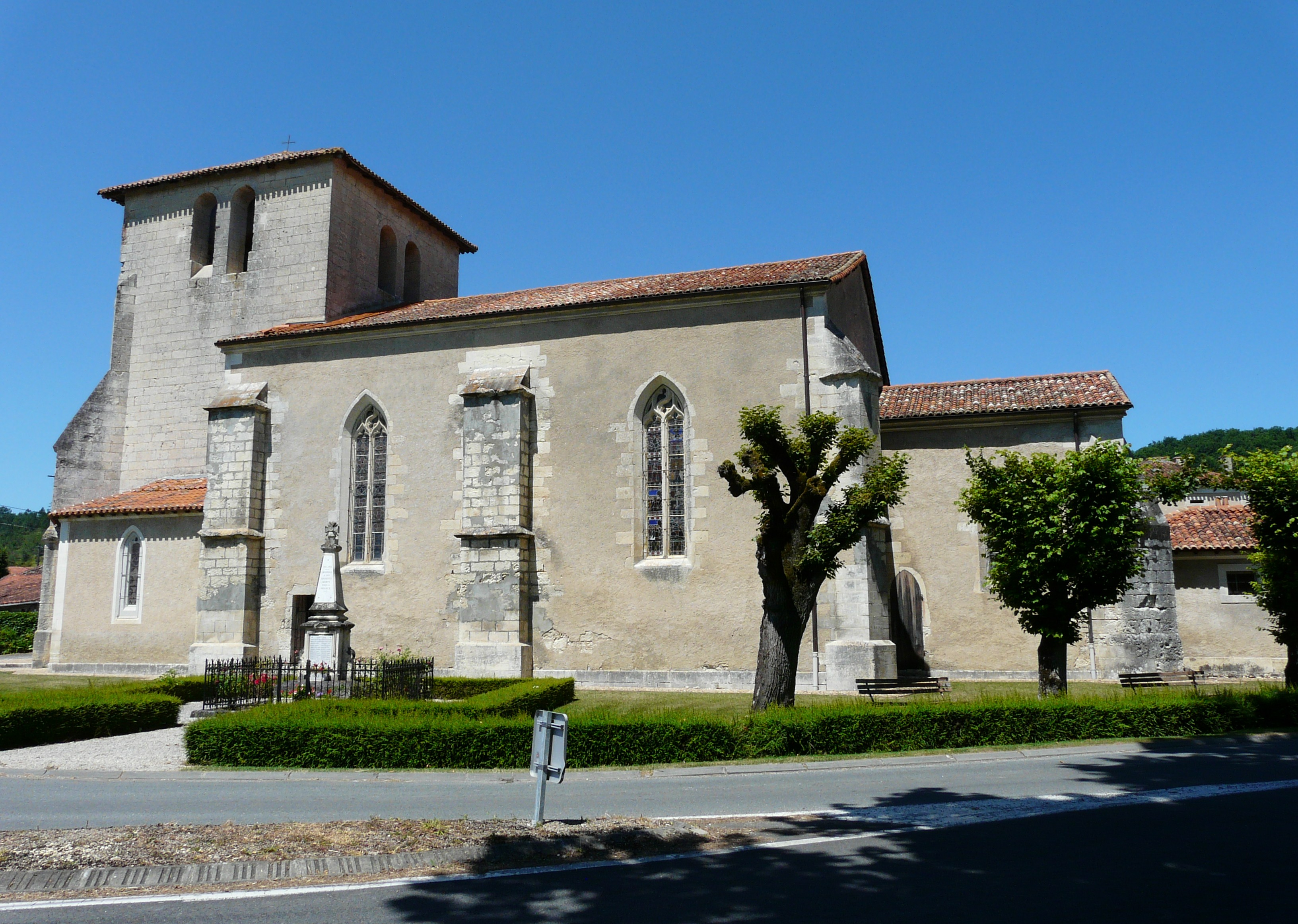
L'église Saint-Front de Bruc.
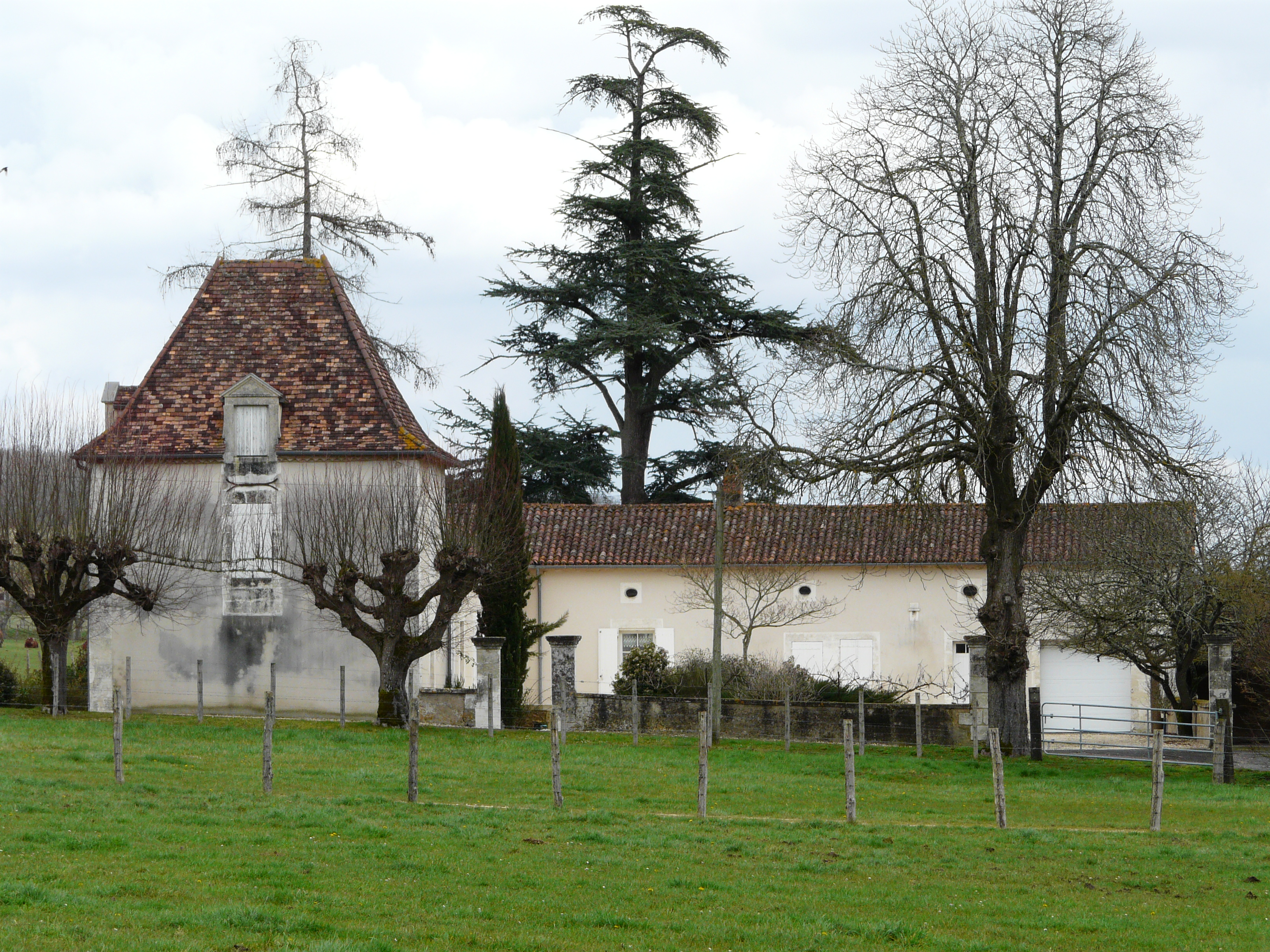
La chartreuse de la Mothe.
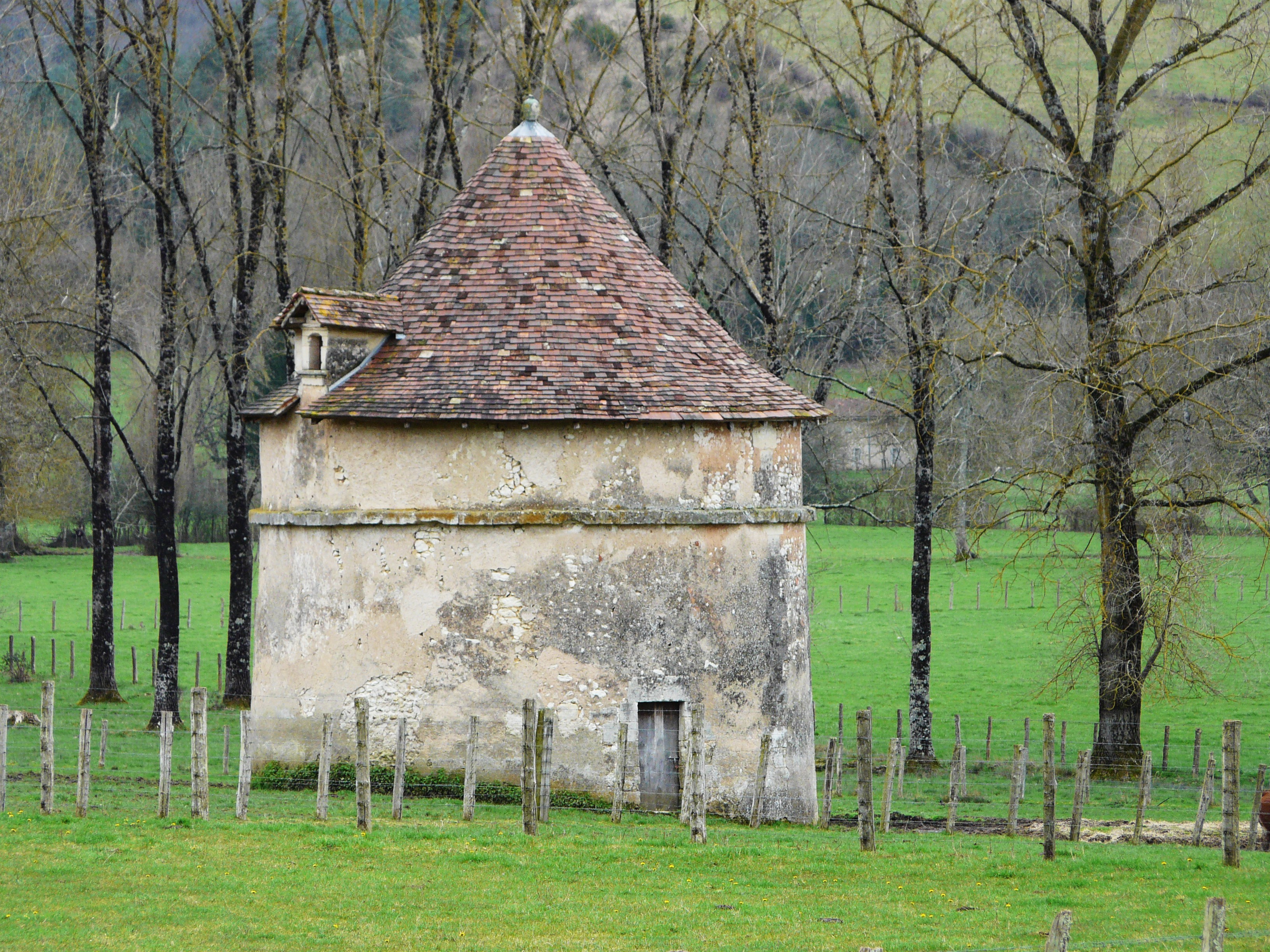
Le pigeonnier de la Mothe.

### Personnalités liées à la commune
- Paul Faure (1878-1960), homme politique français qui a passé son enfance au château de Chaulnes, à Grignols, dont il est le maire de 1904[82] à 1906.
- Jean-Claude Rossignol (1945-2016) né à Grignols, joueur international de rugby à XV.
- Christian Faure, né en 1954, réalisateur de films et de téléfilms.

### Héraldique
| Blason de Grignols | Blason  | De gueules à trois lions d'or, couronnés, armés et lampassés d'azur ; à la bordure écartelée d'or et d'azur. |
| Blason de Grignols | Détails | Le statut officiel du blason reste à déterminer.                                                             |

## Pour approfondir